# Verfassung des Königreichs Spanien

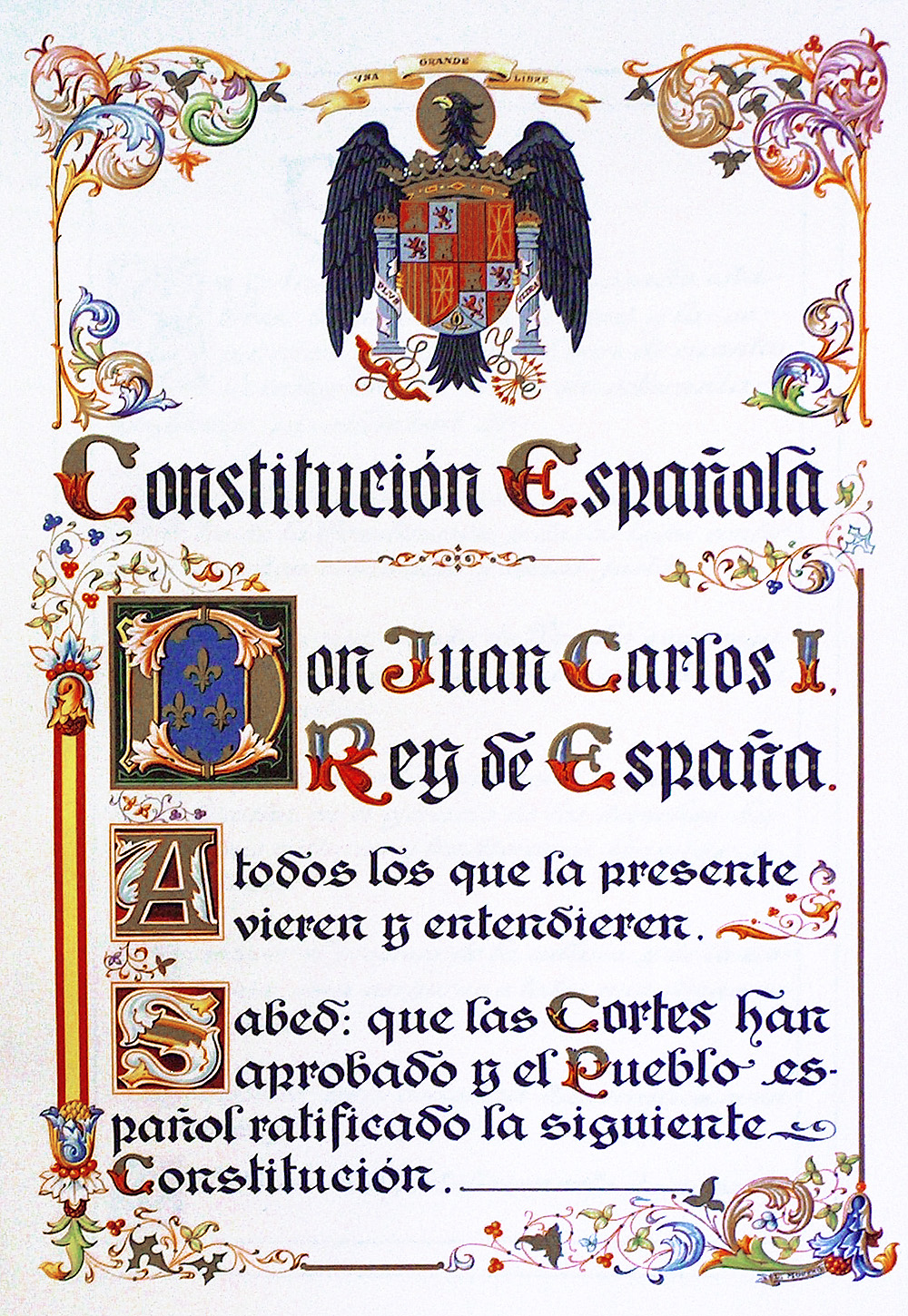
Erste Seite der Verfassung des Königreichs Spanien (1978) Der Text lautet:
„CONSTITUCIÓN ESPAÑOLA. Don Juan Carlos I, Rey de España. A todos los que la presente vieren y entendieren, Sabed: que las cortes generales han aprobado y el pueblo español ratificado la siguiente Constitución“

Die aktuell gültige Verfassung des Königreichs Spanien trat am 29. Dezember 1978 in Kraft.

## Hintergrund
Die Verfassung entstand in der Transition, also der Epoche des friedlichen Übergangs von der Franco-Diktatur zu einem demokratischen Staat westlichen Musters. Sie folgte den bis dahin geltenden spanischen Verfassungsgesetzen, die als so genannte Franco-Verfassung bezeichnet werden, und eine Gesetzessammlung mit Verfassungscharakter darstellten. Vorgänger der Verfassungsgesetze war die Verfassung der Spanischen Republik vom 9. Dezember 1931.
Die Verfassung des Königreiches Spanien ist am 31. Oktober 1978 vom spanischen Abgeordnetenhaus, Congreso de los Diputados und dem Senat verabschiedet und am 6. Dezember 1978 in einem Referendum vom spanischen Volk ratifiziert worden. Sieben Politiker waren zuvor als padres de la constitución mit der Ausarbeitung der neuen demokratischen Verfassung betraut worden, vier davon stammen aus dem früheren franquistischen Lager (unter ihnen auch ein ehemaliger Minister in der Diktatur Francos, Manuel Fraga Iribarne).
König Juan Carlos I. hat die Verfassung daraufhin am 27. Dezember 1978 unterzeichnet. Seit dem Inkrafttreten ist die Verfassung lediglich zweimal geändert worden. Durch Gesetz vom 27. August 1992 wurde – im Zusammenhang mit der Ratifizierung des EU-Vertrags – im Artikel 13 Absatz 2 der Verfassung ein Wort ersetzt („aktives Wahlrecht“ durch „aktives und passives Wahlrecht“). Im September 2011 wurde eine „Schuldenbremse“ in Artikel 135 eingefügt.

## Gliederung
Die spanische Verfassung gliedert sich in zwei Hauptteile, den Dogmatischen Teil mit den bürgerlichen Rechten und Pflichten und den Organischen Teil mit den Rechtsrahmen der staatlichen Organe. Für eine spanische Version der Verfassung auf Wikisource siehe am Ende dieses Artikels.

### Dogmatischer Teil
Hier werden die fundamentalen Rechte und Pflichten der spanischen Bürger und der Einwohner Spaniens festgelegt. Er besteht aus folgenden Abschnitten:
- Präambel
- Vortitel (Título Preliminar) – Artikel 1 bis 9: Spanien ist ein Sozialstaat und demokratischer Rechtsstaat, das Volk ist der Souverän und die Staatsform ist die parlamentarische Monarchie. Festlegung der Amtssprache, Flagge, Hauptstadt und des politischen Pluralismus.
- Titel I: Die Grundrechte und -pflichten – Artikel 10 bis 55
  - Kapitel I: Spanier und Ausländer – Artikel 11 bis 13
  - Kapitel II: Rechte und Freiheiten – Artikel 14 bis 38
    - Abschnitt I: Die Grundrechte und die öffentlichen Freiheiten – Artikel 15 bis 29
    - Abschnitt II: Die Bürgerrechte und -pflichten – Artikel 30 bis 38

  - Kapitel III: Die Leitprinzipien der Sozial- und Wirtschaftspolitik – Artikel 39 bis 52
  - Kapitel IV: Die Garantien der Grundfreiheiten und -rechte – Artikel 53 bis 54
  - Kapitel V: Die Aussetzung der Rechte und Freiheiten – Artikel 55

### Organischer Teil
Im organischen Teil ist die staatliche Struktur und der Rahmen der staatlichen Organe, die die Staatsgewalt ausüben, festgelegt.
- Titel II: Die Krone – Artikel 56 bis 65
- Titel III: Die Cortes Generales – Artikel 66 bis 96: Die Cortes Generales sind die beiden Kammern des spanischen Parlamentes, das Oberhaus (cámara alta) Senat (Senado) und das Unterhaus (cámara baja) Abgeordnetenkongress (Congreso de los Diputados).
  - Kapitel I: Die Kammern – Artikel 66 bis 80
  - Kapitel II: Die Ausarbeitung der Gesetze – Artikel 81 bis 92
  - Kapitel II: Die internationalen Verträge – Artikel 93 bis 96
- Titel IV: Die Regierung und die Verwaltung – Artikel 97 bis 107
- Titel V: Die Beziehungen zwischen der Regierung und den Cortes Generales – Artikel 108 bis 116
- Titel VI: Die rechtsprechende Gewalt – Artikel 117 bis 127
- Titel VII: Wirtschaft und das Finanzwesen – Artikel 128 bis 136
- Titel VIII: Die territoriale Gliederung des Staates – Artikel 137 bis 158
  - Kapitel I: Allgemeine Grundsätze – Artikel 137 bis 139
  - Kapitel II: Die Lokalverwaltung – Artikel 140 bis 142
  - Kapitel III: Die Autonomen Gemeinschaften – Artikel 143 bis 158
- Titel IX: Das Verfassungsgericht – Artikel 159 bis 165
- Titel X: Die Verfassungsreform – Artikel 166 bis 169: Einfache Verfassungsänderungen benötigen jeweils 60 % Zustimmung in beiden Kammern bzw. eine absolute Mehrheit im Senat und eine Zweidrittelmehrheit im Kongress; auf Antrag von 10 % der Mitglieder des Abgeordnetenhauses oder des Senats wird die Verfassungsänderung einer Volksabstimmung unterworfen. Änderungen von Titel I, Kapitel II, Sektion I, Artikel 15 bis 29, also der Grundrechte, sowie von Titel II, also die Krone betreffend, bedürfen einer Zweidrittelmehrheit in beiden Kammern, die anschließend aufgelöst werden, nach der Neuwahl muss das neue Parlament wieder mit Zweidrittelmehrheit in beiden Kammern zustimmen. Gleiches gilt für eine Gesamtrevision der Verfassung. Solche wesentliche Verfassungsänderungen müssen anschließend in einer Volksabstimmung gebilligt werden, um in Kraft zu treten.
- Zusatzbestimmungen – vier Vorschriften: u. a. Anerkennung und Schutz der Gewohnheitsrechte (fueros)
- Übergangsbestimmungen – neun Vorschriften
- Aufhebungsbestimmung – hebt Vorgängerverfassungen und Vorgängergesetze mit Verfassungsrang auf.
- Schlussbestimmung – Veröffentlichung und Inkrafttreten.

Die spanische Verfassung wurde am 29. Dezember 1978 im Gesetzblatt (Boletín Oficial del Estado) in der „offiziellen“ Version (auf Spanisch) und außerdem auch auf Katalanisch, Galicisch, Valencianisch, Baskisch und Balearisch veröffentlicht und trat damit in Kraft.

## Vorläufer
- Statut von Bayona von 1808
- „Politische Verfassung der spanischen Monarchie“ von 1812 (Verfassung von Cádiz)
- Königliches Statut Spaniens von 1834
- Spanische Verfassung von 1837
- Spanische Verfassung von 1845
- Verfassungsprojekt von 1852
- Nicht-proklamierte Verfassung von 1856
- Spanische Verfassung von 1869
- Projekt der föderalen spanischen Verfassung von 1873
- Spanische Verfassung von 1876
- Spanische Verfassung von 1931
- Verfassungsgesetze des Königreiches (Leyes Fundamentales del Reino), die sog. Franco-Verfassung 1938–1977
- Heutige Verfassung seit 1978

## Bilder

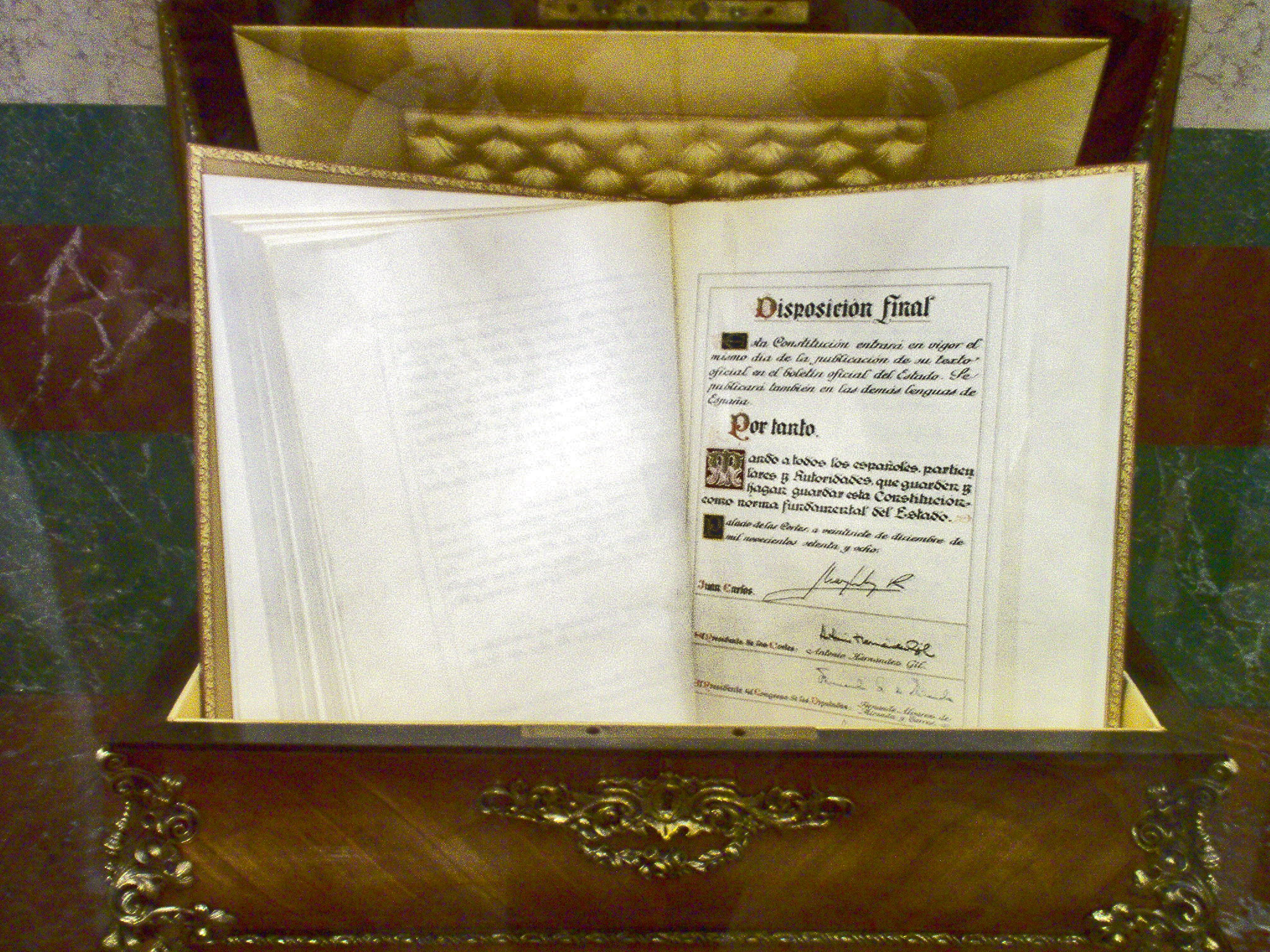
Ein Exemplar der Constitución española de 1978 aus dem Kongress
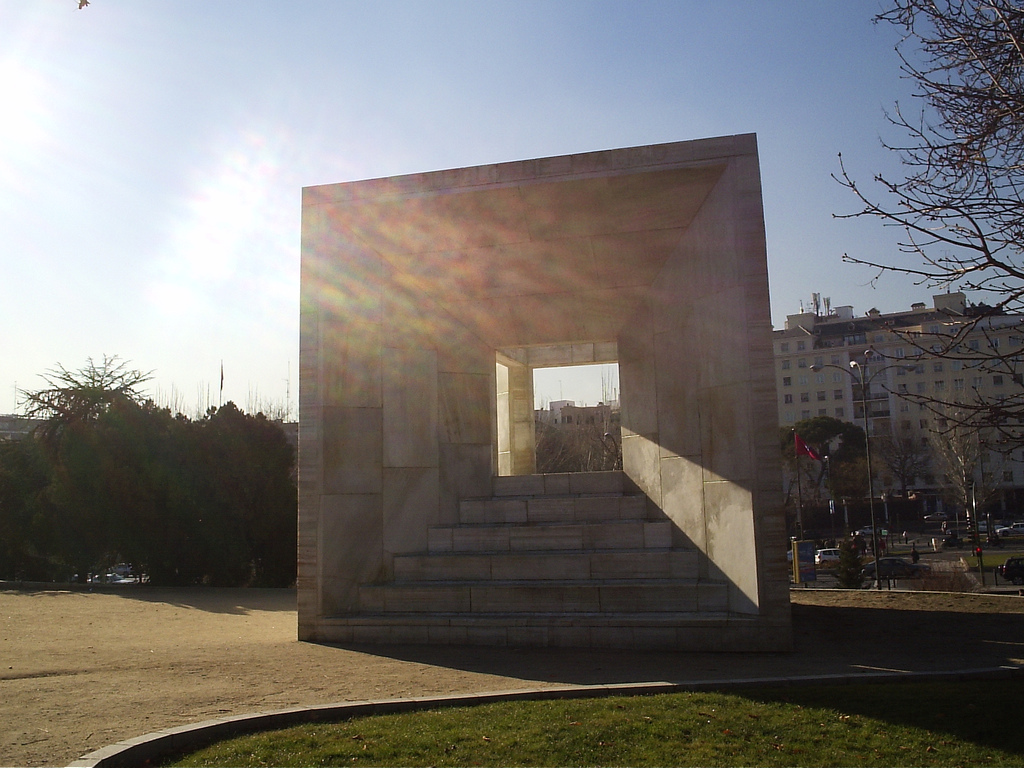
Denkmal der spanischen Verfassung von 1978 in Madrid
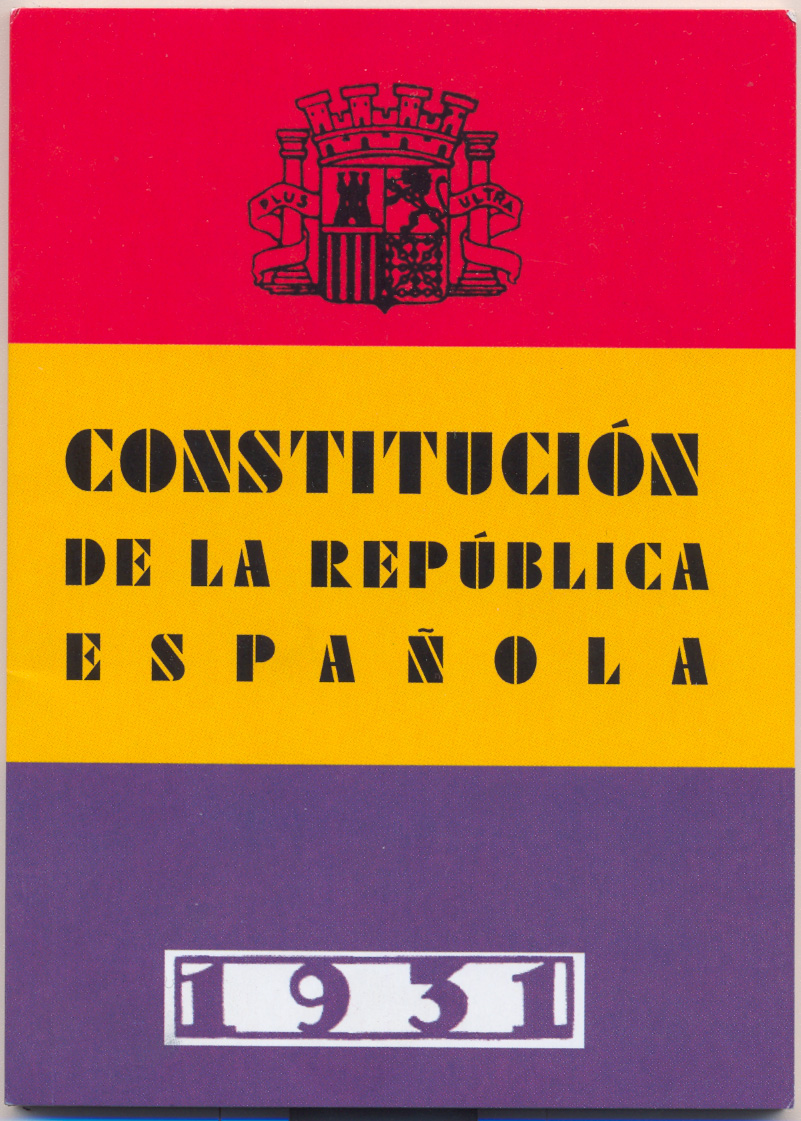
Einband der spanischen Verfassung von 1931
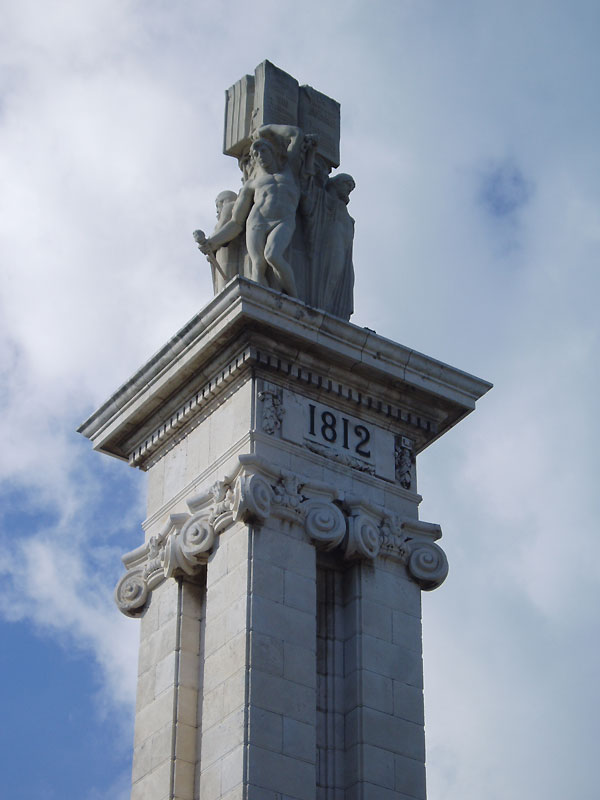
Denkmal Cortes de Cádiz 1812 in Erinnerung an die erste spanische Verfassung